# Giulio Cesare Sacchetti
Pour les articles homonymes, voir Sacchetti.
Giulio Cesare Sacchetti (né en 1586 ou 1587 à Rome, alors capitale des États pontificaux, et mort dans la même ville, le 28 juin 1663) est un cardinal italien du XVIIe siècle.
Il est l'oncle du cardinal Urbano Sacchetti (1681).

## Biographie
Giulio Cesare Sacchetti étudie à l'université de Pérouse et à l'université de Pise. Il est notamment référendaire au tribunal suprême de la Signature apostolique, exerce des fonctions à la Congrégation du Concile et est vice-légat à Bologne. En 1623, il est élu évêque de Gravina et entre 1624 et 1626, il est nonce apostolique en Espagne.
Il est créé cardinal par le pape Urbain VIII lors du consistoire du 19 janvier 1626. Le cardinal Sacchetti est transféré au diocèse de Fano en 1626. 
En 1628 il fait travailler travaille Andrea Camassei (1602-1649), avec Andrea Sacchi (1599-1661), sous la direction de Pietro da Cortana (1596-1669), à la décoration de la galerie de sa propriété dite Tumoleto de Fassano, qu'il a achetée en 1620, au florentin Vincenzo Mazzingli,  à Castel Fusano.

Il est légat à Ferrare entre 1627 et 1630 et à Bologne entre 1637 et 1640. Il est préfet de la Congrégation de l'immunité ecclésiastique, préfet de la Congrégation des rites et préfet du tribunal suprême de la Signature apostolique. En 1641 et 1642, il est camerlingue du Sacré Collège. Sacchetti est légat à Ferrare en  1655 et est à la tête d'une congrégation spéciale sanitaire pour combattre la peste, qui a atteint les États pontificaux. À partir de 1661, il est préfet de la Congrégation du concile. Le cardinal Saccheti participe aux conclaves de 1644 (élection d'Innocent X) et de 1655, lors duquel Alexandre VII est élu pape. À ces deux conclaves, l'Espagne prononce le veto contre une élection du cardinal Sacchetti.

## Succession apostolique
Giulio Cesare Sacchetti a ordonné les évêques suivants :
- Évêque Juan Roco Campofrío (es), O.S.B. (1625)
- Archevêque Sebastião de Matos de Noronha (pt) (1626)
- Archevêque Biago Proto de Rubeis (en) (1626)
- Cardinal Ciriaco Rocci (1628)
- Évêque Giovanni Stefano Siri (1632)
- Évêque Alessandro Deti (en) (1632)
- Évêque Niccolò Sacchetti (en) (1634)
- Cardinal Lelio Falconieri (1634)
- Évêque Nikola Jurjević (en) (1635)
- Évêque Pietro Paolo Febei (en) (1635)
- Évêque Lodovico Saffiro (en) (1635)
- Évêque Benedetto Rezzani (en) (1635)
- Évêque Francesco Antonio Sacchetti (1635)
- Évêque Onorato Honorati (it) (1636)
- Évêque Filippo Cansacchi (en) (1637)
- Évêque Vencent Cavaselice (en) (1640)
- Évêque Gregorio Panzani (it), C.O. (1640)
- Évêque Sallustio Pecólo (en) (1640)
- Évêque Giovanni de Rossi (en) (1640)
- Évêque Francesco Visconti (it) (1640)
- Évêque Marino Badoer (en), O.S.B. (1641)
- Évêque Vincenzo Milani (it) (1641)
- Évêque Alessandro Sergardi (it) (1641)
- Cardinal Giovanni Giacomo Panciroli (1642)
- Évêque Pacifico Trani, O.F.M.Obs. (1642)
- Évêque Alessandro Sperelli (en), C.O. (1642)
- Évêque Francesco Colonna (en) (1642)
- Évêque Camillo Baldi (en) (1645)
- Évêque Domenico Cennini (en) (1645)
- Évêque Gian Vincenzo de' Giuli (en) (1645)
- Évêque Vincenzo Saporiti (en) (1646)
- Évêque Cristoforo Pietro Antonio Giarda, B. (1648)
- Évêque Giovanni Paolo Caccia (1648)
- Cardinal Giambattista Spinola (1648)
- Archevêque Lorenzo Reynoso (1652)
- Évêque Leonard Dati (1652)
- Évêque Benito Sánchez de Herrera (it) (1654)
- Archevêque Angelo Maria Ciria (it), O.S.M. (1654)
- Évêque Giovanni Battista Paggi (en), B. (1655)
- Évêque Giovanni Battista Ferruzzo, C.O. (1655)
- Évêque Gregorio Carducci (1655)
- Évêque Marco Antonio Bottoni (en), T.O.R. (it) (1655)
- Évêque Francesco Gaeta (en) (1655)
- Évêque Cherubino Malaspina, O.P. (1655)
- Évêque Carlo Fabrizio Giustiniani (en) (1656)
- Évêque Bandino Accarigi (1656)
- Évêque Marcantonio Oddi (1656)
- Évêque Girolamo de' Cori (it) (1656)
- Cardinal Celio Piccolomini (1656)
- Évêque Filippo Galilei (1657)
- Évêque Henri Borghi (en), O.S.M. (1658)
- Patriarche Iacopo Altoviti (it) (1658)
- Archevêque Carlo Labia (it), C.R. (1659)
- Archevêque Ottaviano Carafa (en) (1660)
- Évêque Francesco Maria Annoni (en), C.R. (1660)
- Évêque Francesco de Marchi (en) (1660)
- Cardinal Giacomo de Angelis (1660)
- Évêque Francesco Cini (en) (1660)
- Archevêque Gennaro Sanfelice (en) (1661)
- Évêque Esuperanzio Raffaelli (en) (1661)
- Évêque Felice Antonio Monaco (en) (1661)
- Évêque Tommaso de Rosa (en) (1662)
- Évêque Antonio Carafa (en), C.R. (1663)
- Évêque Sebastiano Sorrentino (1663)
- Évêque Giovanni Antonio de' Vecchi (en) (1663)
- Évêque Placido Carafa (en), C.R. (1663)